# Jacques Paisible
Jacques Paisible   (Versalles, c. 1656 - Londres, agost 1721 (<17 d'agost de 1721)) també conegut com a James Peasable o James Paisible, fou un virtuós compositor i intèrpret barroc francès que va viure i treballar a Londres durant prop de quaranta anys.
Paisible va arribar a Londres des de França el setembre de 1673, un dels quatre oboistes entre els músics que acompanyaven Robert Cambert. Es va casar amb Moll Davis, cantant i mestressa de Carles II, el 1682. Es va guanyar la vida tocant el violí baix i component música de teatre. Va desenvolupar una reputació com a intèrpret de primer ordre en la gravadora. La majoria de les seves composicions supervivents utilitzen l'instrument en diverses combinacions. La seva música ha estat caracteritzada per ser "artesana i idiomàtica, sense pretensions virtuoses".
Paisible va ser un contemporani de Henry Purcell (1659-1695), un dels grans compositors d'Anglaterra, i el va superar durant anys, però no en reputació.

## Treballs (selecció)
- Rare en tout, Comèdia-Ballet (1677)
- The Humor of Sir Falstaff (1700)
- King Edward III (vers 1700)
- Love’s Stratagem (1701)
- She Wou'd & She Wou'd not
- The Complete Flute-Master (1695)
- Six Sonatas for flute Op. 1 (1702)
- Mr. Isaak's New Dances Master for her Majesty's Birthday (1704)
- Six Setts of Aires” for 2 flutes [recorders] and B.C. Op. 2 (1720)